# ULTIRA

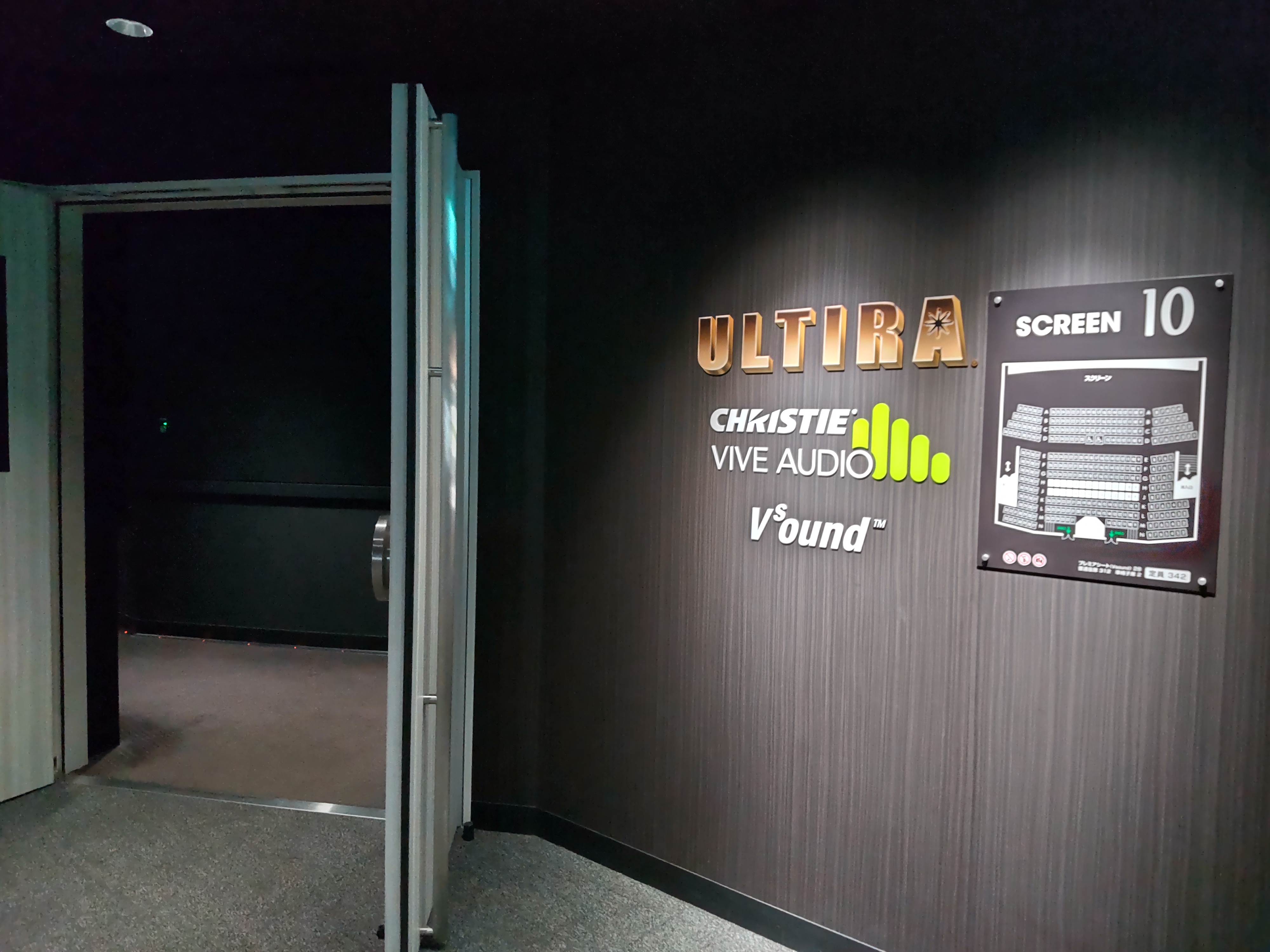
イオンシネマ座間スクリーン10

ULTIRA（ウルティラ）はワーナー・マイカル・シネマズ（現：イオンエンターテイメント）が独自開発した映像音響システムである。

## 概要
「壁一杯、天井まで広がる巨大スクリーン」「明るく鮮明な映像」「高・中・低音をコントロールした立体音響」による臨場感のある上映を特徴としている。劇場によってはドルビーアトモスの音響システムや、体感型シートD-BOXを採用している。
2010年3月23日に開館した「ワーナー・マイカル・シネマズ大高」に初めて採用された。なお、大高のULTIRAは2016年に改装され、2024年現在はIMAXデジタルシアターとなっている。

### 鑑賞料金
大高への採用当初は鑑賞料金プラス200円としていたが、2022年2月現在追加料金はなく鑑賞料金のみで鑑賞することができる。

## 導入劇場
2023年9月現在、全国のイオンシネマ12劇場（13スクリーン）に導入されている。
- 4K：4Kレーザープロジェクター採用
- DA：ドルビーアトモス採用
- DB：D-BOX導入

| 劇場名           | 所在地               | 併設施設               | 導入日         | No. | 座席数 | 車椅子 | 4K | DA | DB | 備考                                                        |
| ---------------- | -------------------- | ---------------------- | -------------- | --- | ------ | ------ | -- | -- | -- | ----------------------------------------------------------- |
| 新利府           | 宮城県宮城郡利府町   | イオンモール新利府     | 2021年3月5日   | 4   | 245    | 2      | ○  | ○  |    |                                                             |
| 春日部           | 埼玉県春日部市       | イオンモール春日部     | 2013年3月5日   | 1   | 383    | 4      |    |    | ○  | スクリーンサイズ：19.0 m × 10.5 m                           |
| 川口             | 埼玉県川口市         | イオンモール川口       | 2021年6月8日   | 1   | 254    | 4      |    |    |    | JBL 社の「ラインアレイスピーカー」 をメインスピーカーに設置 |
| 座間             | 神奈川県座間市       | イオンモール座間       | 2020年3月27日  | 10  | 340    | 2      | ○  |    |    | ヴィヴ・オーディオ／Vsound採用                              |
| 港北ニュータウン | 神奈川県横浜市都筑区 | ノースポート・モール   | 2010年11月19日 | 1   | 488    | 5      |    |    |    | スクリーンサイズ：21.3 m × 9.7 m ゴールドクラス導入         |
| 白山             | 石川県白山市         | イオンモール白山       | 2021年7月19日  | 5   | 208    | 2      | ○  |    |    | 「ホライゾナル・ラインアレイ・サブ ウーハーシステム」を採用 |
| 白山             | 石川県白山市         | イオンモール白山       | 2021年7月19日  | 8   | 208    | 2      | ○  | ○  |    |                                                             |
| 名古屋茶屋       | 愛知県名古屋市港区   | イオンモール名古屋茶屋 | 2014年6月27日  | 10  | 376    | 2      |    | ○  | ○  | スクリーンサイズ：8.50 m × 17.45 m                          |
| 津南             | 三重県津市           | イオンモール津南       | 2018年11月9日  | 4   | 354    | 2      | ○  |    |    | ヴィヴ・オーディオ採用                                      |
| 和歌山           | 和歌山県和歌山市     | イオンモール和歌山     | 2014年3月16日  | 7   | 376    | 3      |    | ○  | ○  |                                                             |
| 京都桂川         | 京都府京都市南区     | イオンモール京都桂川   | 2014年10月17日 | 8   | 369    | 2      |    | ○  |    | スクリーンサイズ：8.54 m × 15.80 ｍ                         |
| 広島西風新都     | 広島県広島市佐伯区   | THE OUTLETS HIROSHIMA  | 2018年4月27日  | 6   | 324    | 4      | ○  |    |    | ヴィヴ・オーディオ採用                                      |
| 徳島             | 徳島県徳島市         | イオンモール徳島       | 2017年4月27日  | 1   | 312    | 2      |    |    |    | dts-X／Vsound採用                                           |

### 過去にULTIRAを導入していた劇場
備考欄はULTIRAスクリーンとして営業していた当時の設備等を掲載。
| 劇場名       | 所在地             | 併設施設               | 導入日         | No. | 座席数 | 車椅子 | 備考 |
| ------------ | ------------------ | ---------------------- | -------------- | --- | ------ | ------ | --- |
| 大高         | 愛知県名古屋市緑区 | イオンモール大高       | 2010年3月23日  | 10  | 372    | 4      | 2016年7月1日にIMAXデジタルシアターとして転換                                                                                         |
| シアタス調布 | 東京都調布市       | トリエ京王調布         | 2017年9月29日  | 10  | 526    | 4      | - 2023年5月1日にIMAXレーザーとして転換 - スクリーンサイズ：約18.7 ｍ × 約9 ｍ - dts-X採用                                            |
| 幕張新都心   | 千葉県千葉市美浜区 | イオンモール幕張新都心 | 2013年12月20日 | 8   | 343    | 2      | - IMAXレーザーへの転換に伴い、2023年5月7日に営業終了 - ドルビーアトモス導入 - D-BOX導入                                              |
| 岡山         | 岡山県岡山市北区   | イオンモール岡山       | 2014年12月5日  | 7   | 409    | 4      | - IMAXレーザーへの転換に伴い、2023年5月7日に営業終了 - 営業時のスクリーンサイズは9.71 m × 18.42 m - ドルビーアトモス導入 - D-BOX導入 |